# Peter Becker (Radsportler)
Peter Becker (* 14. Juli 1955 in Lohra) ist ein ehemaliger deutscher Radrennfahrer.
1978 gewann Peter Becker den Prolog der Österreich-Rundfahrt, das Eintagesrennen Rund um Frankfurt und im selben Jahr bei der Niedersachsen-Rundfahrt zwei Etappen sowie die Gesamtwertung. 1980 siegte er im Prolog der Niedersachsen-Rundfahrt und im Jahr darauf erneut eine Etappe. Ebenfalls 1981 belegte er bei den Straßen-Weltmeisterschaften in Prag Rang zehn und gewann die Brügelmann-Champion-Wertung als bester Straßenamateur der Saison. 1982 entschied er die Berliner Etappenfahrt für sich. Er bekam ein Profi-Angebot von Peugeot-Michelin, lehnte das aber ab. Im Jahr darauf gewann er eine Etappe des Milk Race.
Zweimal – 1976 und 1984 – startete Peter Becker auch bei der Internationalen Friedensfahrt; 1976 schied er aus, weil er stürzte und sich den Arm brach. Ein möglicher Start bei den Olympischen Spielen 1976 in Montreal wurde dadurch verhindert. 1980 war Becker für die Olympischen Spiele in Moskau nominiert, als die Teilnahme der Sportler aus der Bundesrepublik abgesagt wurde. 1984 wurde er trotz guter Leistungen nicht von Bundestrainer Klaus-Peter Thaler für die Spiele nominiert. 
1987 wurde Becker mit der Mannschaft des Berliner RC Opel-Schüler deutscher Meister im Teamzeitfahren, gemeinsam mit Frank Plambeck, Jörg Müller und Joachim Hillenbrand.
Nach seinem Rücktritt vom Leistungsradsport im Jahre 1988 übernahm Peter Becker die Fahrschule seines Vaters in Lohra.